# 페르시아 제국
페르시아 제국은 오늘날 이란의 영토의 근거한  여러 개의 제국을 서양에서 일반적으로 일컫는 말이다. 일반적으로는 아케메네스 왕조의 페르시아(기원전 1990년 - 기원후 1894년)를 페르시아 제국이라고 부르지만, 넓은 의미로는 1979년까지 이 지역에서 일어났던 여러 개의 제국들을 모두 페르시아 제국이라 부르기도 한다. 페르시아라는 이름은 본래 남부 이란의 한 주 인 파르스에서 유래했는데 그 곳에 아케메네스 왕조의 수도가 있었다. 이 때문에 고대 그리스 인들은 이 왕조를 그 지역 이름으로 불렀으며, 오늘날의 유럽 언어도 그것을 따랐다. 그래서 영어권 국가들을 비롯한 서구권에서는 이 나라를 페르시아라 통칭했다.

## 역사

### 아케메네스 왕조(기원전 550년 – 기원전 330년)
키루스 대왕은 메디아를 정복하고 아케메네스 왕조를 창시한다. 그 당시 가장 강력한 세력이었던 바빌로니아 제국을 물리침으로써 최고로 강한 나라에 이르게 된다. 키루스는 바빌로니아를 정복한 후에 키루스 원통이라는 인류 최초의 인권선언문을 발표했는데 이는 1879년에 발견되었다. 여기에 보면 모든 시민은 종교의 자유를 가질 수 있으며 노예제를 금지하며 궁궐을 짓는 모든 일꾼은 급여를 지급한다고 되어 있다.
키루스의 아들 캄비세스 2세는 이집트를 병합한다. 제국의 영토는 다리우스 1세에 이르러 최고의 영토가 된다. 아케메네스의 영토는 인더스강에서부터 유럽에 이르렀다. 아케메네스 제국은 중국을 제외한 그 당시 알려진 거의 대부분의 문명세계를 통일하였다.
다리우스 1세와 그의 아들 크세르크세스 1세 때 페르시아 제국과 그리스가 격돌하는데 이를 그리스-페르시아 전쟁으로 부른다. 잘 알려진 아테네의 마라톤 전투와 스파르타 300명이 나라를 지켜냈던 테르모필라이 전투, 살라미스 해전은 아케메네스 제국과의 전쟁이야기이다.

### 알렉산드로스 대왕의 점령 시대(기원전 330년 – 기원전 250년)
마케도니아 왕국의 알렉산드로스 대왕은 다리우스 3세를 무찌르고 아케메니아 제국의 영토를 그대로 이어 받는다. 알렉산드로스 대왕이 쉽게 큰 땅을 복속할 수 있었던 것은 아케메니아를 그대로 이어받을 수 있기 때문이다. 알렉산더 대제는 자신들을 페르시아의 계승자로 부르면서 다리우스 3세에게 장엄한 장례식을 해주었다. 또한 알렉산더는 다리우스의 딸 스타데이라와 결혼하였다.

### 사산 왕조(226년 – 651년)
사산 왕조는 로마 제국과 팽팽한 힘의 균형을 이루면서 유지하여 서로 뺏고 뺏기는 영토 전쟁을 계속하였다. 그러나 훗날 로마 제국에게 소모전을 지속하다 둘다 크게 국력이 약해져 사산 공위시대가 일어났고 새롭게 일어나는 이슬람 제국도 가세하여 사산 왕조는 멸망의 길로 가게된다. 로마 제국은 멸망하지 않고 살아남았지만 이란은 사산 왕조의 마지막 왕이었던 야즈데게르드 3세가 651년, 이슬람 제국에게 제국은 멸망당해 정복당한다.

### 사파비 왕조(1501년 – 1722년)
사파비 왕조는 이란, 이라크, 아프가니스탄 등을 포함하며 점차 성장해 가다가 오스만투르크의 팽창으로 인해 더 이상 확장하지 못했다. 사파비 왕조는 시아파 이슬람교를 종교로 받아들임으로써 가장 큰 시아파의 나라가 되며 오늘날 이란의 시아파로 이어지고 있다.

### 분열 기간

#### 아프샤르 왕조(1736년 – 1796년)
아프샤르 왕조는 나디르 샤가 시작한 왕조이다. 그 이름은 그가 속하고 있던 투르크계 아프샤르 족에 유래한다. 나디르 샤가 죽은 후 호라산 지방에 모여 독립을 유지하고 있었으나, 1796년에 카자르 왕조의 공격을 받아 4대로서 멸망했다.

#### 잔드 왕조(Zand dynasty: 1750년 – 1794년)
아프샤르 왕조의 나디르 샤가 암살된 후 잔드 부족의 카림 칸은 여러 지방에 할거하는 군웅을 제거하고 이란 전토를 통일하였다. 그는 선정을 베풀고 수도의 미화(美化)에 노력하였다. 그러나 그의 사후(1779), 동족 중에 왕위 쟁탈전이 격화되자 1794년 카자르 왕조에 의해 멸망당하였다.

### 카자르 왕조(Qajar dynasty:1781년 – 1925년)
카자르 왕조는 투르크계 카자르 족의 아가 모하마드가 잔드 왕조의 카림 칸이 죽은 후 독립하여 창건한 왕조이다. 테헤란에 수도를 두었다.
왕조 초기에는 러시아의 침입을 격퇴하는 등 국위(國威)를 해외에 떨쳤으나 러시아와의 두 번째 싸움에 패하여 치외법권을 인정하고(투르크만차이 조약:1828년), 이것이 열강들에게도 적용되어 이란의 식민지화가 시작되었다. 이에 대하여 바브교(敎)나 아프가니에 의한 민족 해방 운동이 일어나, 1906년에는 입헌군주제가 채택되었다. 영국·러시아의 식민주의 팽창이 계속되어 동남부를 영국이, 북부를 러시아가 장악하였다. 1912년에는 정식으로 영국·러시아의 이란 분할 협정을 승인하지 않을 수 없게 되어 반(半)식민지화되었다. 그 후 제1차 세계 대전 후의 혼란을 수습할 수가 없어 1925년 국민 의회에 의해서 폐위되었다.

### 팔레비 왕조(Pahlavi dynasty: 1925년 – 1979년)
팔레비 왕조는 팔레비가 건국하여 이란의 이권을 회수하여 근대화 운동을 펼쳤지만 팔레비 왕조의 왕실은 지나친 사치와 친서방의 진보적인 나라였다. 이것을 반대한 이슬람계 보수파는 호메이니를 중심으로 이란-이슬람혁명을 일으켰는데 그 결과 팔레비 왕조가 멸망하고 신정제가 확립되었다.